# Synotis
Synotis là một chi thực vật có hoa trong họ Cúc (Asteraceae).

## Loài
Chi Synotis gồm các loài: